# Спектральная линия
Спектра́льная ли́ния — узкий участок энергетического спектра (например, спектра электромагнитного излучения), где интенсивность излучения намного больше либо намного меньше, чем в соседних областях спектра. В первом случае линия называется эмиссионной, во втором — линией поглощения. Положение линии в электромагнитном спектре обычно задаётся длиной волны, частотой или энергией фотона, отвечающей максимуму интенсивности. Кроме электромагнитного спектра, спектральные линии могут возникать в спектрах энергии частиц (например, в альфа-спектре при альфа-распаде радиоактивных ядер), в спектрах звуковых колебаний и вообще любых волновых процессов. Ниже, если нет специальных оговорок, имеются в виду электромагнитные спектры.
Чаще всего спектральные линии возникают при переходах между дискретными уровнями энергии в квантовых системах: молекулах, атомах и ионах, а также атомных ядрах. У каждого химического элемента атомы и ионы имеют собственную структуру энергетических уровней, и набор спектральных линий у них уникален, что позволяет по спектральным линиям определять присутствие и количественное содержание тех или иных химических элементов в исследуемом объекте.
Спектральные линии имеют малую ширину, но они не монохромны. Распределение интенсивности излучения в линии называется профилем или контуром спектральной линии, вид которого зависит от множества факторов, называемых механизмами уширения. Среди них — естественная ширина спектральной линии, доплеровское уширение и другие эффекты. Под интенсивностью ({\displaystyle I_{\lambda }}) здесь понимается энергия излучения в единице объёма, приходящаяся на единичный диапазон длин волн, то есть величина {\displaystyle d\epsilon /dV/d\lambda }, Дж/м3/м.
Спектральные линии наблюдаются во всех диапазонах электромагнитного излучения: от гамма-лучей до радиоволн, причём линии в разных диапазонах обусловлены различными процессами: например, линии атомных ядер попадают в гамма- и рентгеновский диапазоны, а различные линии молекул — в основном в инфракрасный и радиоволновой диапазоны. Профили и характеристики спектральных линий содержат различную информацию об условиях среды, где они возникли.

## Описание
Спектральные линии представляют собой узкие участки спектра электромагнитного излучения, на которых интенсивность излучения заметно выше или ниже по сравнению с соседними областями спектра. В первом случае линии называются эмиссионными линиями, во втором — линиями поглощения. Положение линии в спектре отвечает максимуму интенсивности и задаётся либо длиной волны {\displaystyle \lambda ,} либо частотой {\displaystyle \nu =c/\lambda ,} где {\displaystyle c} — скорость света в вакууме, или же энергией фотона {\displaystyle E=h\nu ,} где {\displaystyle h} — постоянная Планка, или волновым числом {\displaystyle k=2\pi /\lambda }. Положения максимумов по длине волны {\displaystyle I_{\lambda \,max}} и по частоте {\displaystyle I_{\nu \,max}} для узких спектров можно считать соответствующими друг другу (в общем случае, скажем, для излучения АЧТ, есть явное различие).
Название термина «спектральная линия» объясняется внешним видом спектра при наблюдении его с помощью спектрографа с призмой или дифракционной решёткой: узкие максимумы или минимумы в спектре выглядят как яркие или тёмные линии на фоне полосы непрерывной яркости.

## Механизм возникновения
В большинстве случаев спектральные линии возникают из-за переходов между дискретными уровнями энергии в квантовых системах: молекулах, атомах и ионах, а также атомных ядрах. Также спектральные линии могут порождаться, например, циклотронным излучением и процессами в плазме. Излучение в линиях кристаллами рассматривается как излучение экситонов — квазичастиц, представляющих собой связанное состояние электрона и дырки.
В атомах и других квантовых системах переходы с более высокого энергетического уровня {\displaystyle i} на более низкий {\displaystyle j} могут происходить самопроизвольно, в таком случае при переходе излучается фотон с энергией, равной разности энергии уровней, а такие переходы называются спонтанными. Если фотон с такой же энергией попадает в такой же атом на энергетическом уровне {\displaystyle j,} то фотон поглощается, а атом переходит на энергетический уровень {\displaystyle i.} Если же такой фотон попадает в атом на уровне {\displaystyle i,} то происходит вынужденное излучение ещё одного фотона с той же длиной волны и направлением движения, а атом переходит на уровень {\displaystyle j.} При постоянно идущих переходах в одну сторону излучаются либо поглощаются фотоны одной и той же энергии, поэтому на фоне непрерывного спектра наблюдается светлая или тёмная линия.
Таким образом, длины волн спектральных линий характеризуют структуру энергетических уровней квантовой системы. В частности, каждый химический элемент и ион имеет собственную структуру энергетических уровней, а значит, уникальный набор спектральных линий. Линии в наблюдаемом спектре могут быть отождествлены с линиями известных химических элементов, следовательно, по спектральным линиям можно определять присутствие тех или иных химических элементов в исследуемом объекте. Количественное определение химического состава источника спектра по линиям является предметом спектрального анализа.
Кроме длины волны, линии характеризуются эйнштейновскими коэффициентами перехода. Можно рассмотреть спонтанные переходы с уровня {\displaystyle i} на {\displaystyle j:} количество таких переходов, а значит, число испущенных фотонов в этой линии единичным объёмом (берётся 1 см3) пропорционально количеству {\displaystyle n_{i}} атомов в этом объёме, находящихся на уровне {\displaystyle i.} Эйнштейновский коэффициент спонтанного перехода {\displaystyle A_{ij}} является таким коэффициентом пропорциональности: количество фотонов, излучаемых в линии {\displaystyle n_{i}} атомами за промежуток времени {\displaystyle dt} равняется {\displaystyle A_{ij}n_{i}dt.} Число обратных переходов с уровня {\displaystyle j} на уровень {\displaystyle i} в этом объёме, вызванных поглощением фотона, пропорционально не только количеству {\displaystyle n_{j}} атомов на уровне {\displaystyle j,} но и плотности излучения соответствующей частоты в линии: {\displaystyle \rho _{ji}.} Количество поглощённых фотонов выражается эйнштейновским коэффициентом поглощения {\displaystyle B_{ji}} и за промежуток времени {\displaystyle dt} равно {\displaystyle B_{ji}n_{j}\rho _{ji}dt}. Аналогично и для вынужденных переходов с уровня {\displaystyle i} на {\displaystyle j:} число излученных таким образом фотонов равняется {\displaystyle B_{ij}n_{i}\rho _{ji}dt}.
Среди спектральных линий выделяют запрещённые линии. Запрещённые линии соответствуют переходам, которые запрещены правилами отбора, поэтому эйнштейновские коэффициенты для них очень малы и вероятность перехода в единицу времени у них существенно меньше, чем у остальных переходов, называемых разрешёнными. Энергетические уровни, с которых возможны только запрещённые переходы, называются метастабильными: обычно время нахождения атома на метастабильном уровне составляет от 10−5 секунд до нескольких суток, а на обычном ― порядка 10−8 секунд. Это приводит к тому, что в обычных условиях такие линии не наблюдаются, поскольку за время нахождения атома на метастабильном уровне он многократно сталкивается с другими атомами и передаёт им свою энергию возбуждения. Однако при низкой плотности вещества столкновения атомов происходят достаточно редко, поэтому накапливается большое количество атомов в метастабильных состояниях, спонтанные переходы из них становятся частыми и запрещённые эмиссионные линии становятся такими же интенсивными, как и разрешённые.

## Профиль спектральной линии
Линии в спектре имеют малую ширину, но не монохромны: распределение интенсивности излучения в линии называется профилем или контуром спектральной линии, вид которого зависит от множества факторов (см. ниже). Интенсивность излучения в спектре описывается функцией распределения энергии по длинам волн или частотам. Для отделения излучения или поглощения в линии от излучения в непрерывном спектре проводится экстраполяция соседних с линией областей спектра на область, где наблюдается линия, как если бы она отсутствовала. Можно обозначить интенсивность излучения наблюдаемого спектра на частоте {\displaystyle \nu } как {\displaystyle I_{\nu },} а экстраполированного — как {\displaystyle I_{\nu }^{0}.} Для эмиссионных линий разность этих величин {\displaystyle F_{\nu }} называется интенсивностью излучения в линии на частоте {\displaystyle \nu ,} для линий поглощения — глубиной линии. Другой параметр — остаточная интенсивность — выражается как {\displaystyle r_{\nu }=I_{\nu }/I_{\nu }^{0}}. Если в линии поглощения интенсивность спектра доходит до нуля, то линия называется насыщенной.
Полуширина, или же ширина линии — это разность между длинами волн или частотами, на которых интенсивность излучения или глубина линии составляет половину от максимальной. Этот параметр обозначается как {\displaystyle FWHM} (от англ. Full Width at Half Maximum). Область линии, находящаяся внутри полуширины, называется центральной частью, а области, находящиеся по сторонам ― крыльями.
Для описания интенсивности линий поглощения используется понятие эквивалентной ширины {\displaystyle W:} это размер области в длинах волн ({\displaystyle W_{\lambda }}) или в частотах ({\displaystyle W_{\nu }}), в котором непрерывный спектр излучает суммарно столько же энергии, сколько поглощается во всей линии. Формально она определяется через остаточную интенсивность как {\textstyle W_{\nu }=\int _{\nu _{1}}^{\nu _{2}}(1-r_{\nu })d\nu } или {\textstyle W_{\lambda }=\int _{\lambda _{1}}^{\lambda _{2}}(1-r_{\lambda })d\lambda } — аналогичные рассуждения можно провести для спектра по длинам волн, а не частотам. Теоретически, интегрирование должно производиться от {\displaystyle 0} до {\displaystyle \infty ,} но на практике интегрируют на конечном интервале, включающем в себя основные части линии — как правило, ширина интервала составляет не более нескольких десятков нанометров. Иными словами, это ширина прямоугольника с высотой, равной интенсивности непрерывного спектра, площадь которого равна площади над спектральной линией.
Поскольку количество фотонов, поглощаемых или излучаемых в линии, зависит только от количества атомов в соответствующем состоянии и плотности излучения (см. выше), то, при прочих равных, чем больше ширина линии, тем меньше её глубина или интенсивность.

### Механизмы уширения
Существует множество факторов, которые приводят к увеличению ширины линии и из-за которых спектральные линии не являются монохроматическими ― они называются механизмами уширения.

#### Естественная ширина
Естественная ширина спектральной линии, также называемая минимальной, обусловлена квантовыми эффектами. В рамках классической механики такое явление объясняется радиационным затуханием, поэтому естественная ширина также называется радиационной. Если среднее время жизни состояния, из которого переходит атом, равно {\displaystyle T,} то в силу принципа неопределённости энергия этого состояния определена с точностью до {\displaystyle \Delta E=\hbar /T=h/(2\pi T),} где {\displaystyle \hbar } — приведённая постоянная Планка, {\displaystyle h} — постоянная Планка. Тогда неопределённость частоты излучения, соответствующей этой энергии, составляет {\displaystyle \Delta \nu =\Delta E/h.} Поскольку энергия фотона в линии зависит от энергии и начального, и конечного состояния, то полуширина линии {\displaystyle \gamma } выражается следующим образом:
{\displaystyle \gamma ={\frac {\Delta E_{i}+\Delta E_{j}}{\hbar }}={\frac {1}{T_{i}}}+{\frac {1}{T_{j}}},}
где индексы обозначают уровни {\displaystyle i} и {\displaystyle j}. Естественная ширина обязательно присутствует у всех линий, но, как правило, она очень мала по сравнению с остальными эффектами при их наличии. Типичное значение естественной ширины линии составляет 10−3 Å, а особо малые естественные ширины имеют запрещённые линии.

#### Доплеровское уширение
Вклад в уширение линий может вносить эффект Доплера — в таком случае уширение называется доплеровским. Если источник излучения имеет ненулевую лучевую скорость относительно наблюдателя, то длина волны излучения, которое принимает наблюдатель, изменяется относительно той, которую излучает источник: в частности, наблюдается смещение линий в спектре. Если разные части источника движутся с разной лучевой скоростью, например, при его вращении, то смещение линий от различных частей источника оказывается разным, в спектре источника складываются линии с разным смещением и линии оказываются уширенными. Также, кроме движения отдельных частей источника, вклад в доплеровское уширение может вносить тепловое движение частиц, излучающих в линии.
Доплеровское смещение для небольших лучевых скоростей выражается формулой {\textstyle {\frac {\Delta \nu }{\nu }}={\frac {v_{r}}{c}},} где {\displaystyle \Delta \nu } — смещение линии по частоте, {\displaystyle \nu } — частота линии, {\displaystyle v_{r}} — лучевая скорость, {\displaystyle c} — скорость света. При максвелловском распределении атомов по скоростям средняя скорость атома {\displaystyle {\bar {v}}} при температуре {\displaystyle T} и массе атома {\displaystyle m} составляет {\textstyle {\bar {v}}={\sqrt {2kT/m}},} где {\displaystyle k} — постоянная Больцмана. Средняя скорость соответствует смещению от центра линии, на котором интенсивность линии в e раз меньше, чем в центре, а этот параметр достаточно близок к половине полуширины. При температурах порядка нескольких тысяч кельвинов ширина линий в оптическом диапазоне принимает значения 10−2—10−1 Å.

#### Эффекты давления
Механизмы уширения линий, которые обусловлены влиянием посторонних частиц, называются эффектами давления, так как при увеличении давления увеличивается и влияние этих частиц. Например, к эффектам давления относятся столкновения возбуждённых атомов с другими частицами, в результате которых атомы теряют свою энергию возбуждения. В результате среднее время жизни атома в возбуждённом состоянии уменьшается, и, в соответствии с принципом неопределённости, увеличивается размытость уровня по сравнению с естественной (см. выше). Однако столкновения могут и делать линии более узкими: в случае, если эффекты давления ещё не слишком сильны, но длина свободного пробега атома оказывается меньше, чем длина волны излучаемого фотона, то за время излучения скорость атома может меняться, что уменьшает величину доплеровского уширения. Это явление известно как эффект Дикке.
Не меньшее влияние оказывает и прохождение частиц мимо излучающих атомов. При сближении частицы с атомом силовое поле вблизи последнего меняется, что приводит к смещению энергетических уровней в атоме. Из-за движения частиц смещение уровней постоянно меняется и различается между атомами в определённый момент времени, поэтому линии также оказываются уширенными. Наиболее сильно влияет эффект Штарка: прохождение заряженных частиц, таких как ионы и свободные электроны, вызывает переменное смещение энергетических уровней в атоме.

#### Эффект Зеемана и эффект Штарка
При воздействии магнитного поля энергетические уровни атомов расщепляются на несколько подуровней с близкими значениями энергии. С разных подуровней одного уровня возможны переходы на разные подуровни другого уровня, причём энергии таких переходов отличаются, и, следовательно, спектральная линия расщепляется на три или больше спектральных линии, каждая из которых соответствует определённому переходу между подуровнями. Это явление известно как эффект Зеемана. При эффекте Зеемана профили расщеплённых частей линии зачастую сливаются между собой, что вызывает наблюдаемое уширение линии, а не расщепление.
Эффект Штарка, возникающий в постоянном электрическом поле, также приводит к расщеплению энергетических уровней, и, как следствие — к расщеплению спектральных линий, как и эффект Зеемана.

### Инструментальный профиль
Кроме механизмов уширения (см. выше), на профиль линии влияет аппаратная функция приборов и их спектральное разрешение. Оптические инструменты имеют конечное разрешение, в частности, из-за дифракции, поэтому даже достаточно узкая линия всё равно будет иметь некоторую ширину и профиль, называемый инструментальным — зачастую инструментальный профиль и определяет наблюдаемую ширину линии.

## Наблюдение и анализ
Спектральные линии встречаются во всех областях электромагнитного спектра: например, в гамма-диапазон попадает линия, образующаяся при аннигиляции электрона и позитрона, а также различные линии атомных ядер. К рентгеновскому диапазону относятся линии атомных ядер либо ионов с высокой степенью ионизации, в ультрафиолетовом и оптическом диапазоне наблюдаются линии различных ионов и атомов. В инфракрасном диапазоне преобладают линии вращательных и колебательных переходов молекул и присутствуют линии атомных переходов между высокими уровнями энергии. В диапазон радиоволн попадают линии молекул и линии переходов между высокими уровнями энергии атомов, а также линии переходов между уровнями сверхтонкого расщепления, например, радиолиния нейтрального водорода.
Эмиссионные линии можно наблюдать, например, в спектре нагретого разреженного газа. Если же пропустить излучение источника с непрерывным спектром через тот же самый газ в охлаждённом состоянии, то на фоне непрерывного спектра будут наблюдаться линии поглощения на тех же длинах волн.
Параметры спектральных линий и их профили содержат большое количество информации об условиях в среде, где они возникли, поскольку разные механизмы уширения приводят к образованию различных профилей. Кроме того, интенсивность линии зависит от концентрации атомов или ионов, излучающих или поглощающей в этой линии. Например, для линий поглощения зависимость эквивалентной ширины линии от концентрации вещества называется кривой роста — следовательно, по интенсивности линии можно определять концентрацию того или иного вещества.
Кроме того, на длины волн спектральных линий может влиять красное смещение: доплеровское, гравитационное или космологическое, причём красное смещение для всех линий одинаково. Например, если известно, что красное смещение вызвано эффектом Доплера и известна его величина, можно определить лучевую скорость источника излучения.

## История изучения
Задолго до открытия спектральных линий, в 1666 году Исаак Ньютон впервые наблюдал спектр Солнца, а в 1802 году Уильям Волластон создал щелевой спектроскоп. В 1814 году Йозеф Фраунгофер обнаружил в спектре Солнца спектральные линии поглощения, которые впоследствии стали называться фраунгоферовыми.
В 1842 году Кристиан Доплер предложил метод определения лучевых скоростей звёзд по смещению линий в их спектрах. В 1868 году Уильям Хаггинс впервые применил этот метод на практике.
В 1860 году Густав Кирхгоф и Роберт Бунзен определили, что каждая спектральная линия порождается определённым химическим элементом. В 1861 году Кирхгоф смог определить химический состав Солнца по линиям в его спектре, а в 1869 году Норман Локьер открыл неизвестный ранее элемент в спектре Солнца, названный гелием — на Земле этот элемент был обнаружен только в 1895 году.
В 1885 году Иоганн Бальмер эмпирически вывел формулу для длин волн некоторых спектральных линий водорода. В 1888 году Йоханнес Ридберг обобщил эту формулу для переходов между любыми двумя уровнями в атоме водорода — формулу Ридберга. В 1896 году Питер Зееман обнаружил расщепление спектральных линий в магнитном поле — эффект, позже названный в его честь.
Эти и другие открытые явления нуждались в теоретическом объяснении. После появления квантовой механики, в 1913 году Нильс Бор выдвинул свою квантовую теорию строения атома, которая объясняла формулу Ридберга, а в 1924 году Вольфганг Паули сформулировал принцип запрета, позволивший объяснить эффект Зеемана. В 1927 году Вернер Гейзенберг сформулировал принцип неопределённости, который обуславливает естественную ширину линии.
Дальнейшему изучению спектральных линий способствовало изобретение более совершенных оптических приборов. Кроме того, в 1958 году был изобретён лазер, который создаёт излучение в очень узких линиях, что позволяет эффективно использовать приборы с высоким спектральным разрешением.